# Rusty Goffe
Rusty Goffe (né le 30 octobre 1948 à Herne Bay) est un acteur britannique atteint de nanisme.

## Filmographie
- 1971 : Charlie et la Chocolaterie : Oompa-Loompa[1]
- 1977 : Star Wars : Kabe / Jawa (non crédité)
- 2010-2011 : Harry Potter et les Reliques de la Mort : le gobelin du guichet
- 2005 : Mirrormask : le gnome jaune
- 2014 : Robot des Bois, épisode de la 8e saison de Doctor Who : Little John